# Paridade de funções

f(x) = x, uma função ímpar

f(x) = x^{2}, uma função par

Em matemática, a paridade de funções é um conceito sobre a simetria de funções.

## Definição
Seja {\displaystyle E\subseteq \mathbb {R} } um conjunto com a seguinte propriedade de simetria em relação à origem:
{\displaystyle x\in E\Longrightarrow -x\in E.}
- Uma função {\displaystyle f:E\to \mathbb {R} } é dita par se

{\displaystyle f(x)=f(-x)}
- Uma função {\displaystyle f:E\to \mathbb {R} } é dita ímpar se

{\displaystyle f(-x)=-f(x)}
A nomenclatura provém do fato que a função {\displaystyle f(x)=x^{k}} é ímpar se {\displaystyle k} é um número ímpar e par se {\displaystyle k} é um número par.

## Exemplos
- {\displaystyle f(x)=\operatorname {sen}(x)} é uma função ímpar.
- {\displaystyle f(x)=\cos(x)} é uma função par.
- {\displaystyle f(x)=\operatorname {tg} (x)} é uma função ímpar.

## Decomposição em funções par e ímpar
Toda função {\displaystyle f:E\to \mathbb {R} } definida em um conjunto {\displaystyle E} simétrico em relação à origem pode ser escrita como a soma de uma função par e uma função ímpar:
{\displaystyle f(x)=f_{i}(x)+f_{p}(x)=\left({\frac {f(x)-f(-x)}{2}}\right)+\left({\frac {f(x)+f(-x)}{2}}\right)}

### Exemplo
Seja {\displaystyle f(x)=e^{x},} temos:
{\displaystyle f(x)=\left({\frac {e^{x}-e^{-x}}{2}}\right)+\left({\frac {e^{x}+e^{-x}}{2}}\right)=\operatorname {senh} (x)+\cosh(x)}

## Propriedades
- A única função par e ímpar ao mesmo tempo é a função nula ({\displaystyle f(x)=0}).
- Há funções que não são nem pares nem ímpares.
- Uma função ímpar definida na origem é nula na origem.
- A soma de duas funções de mesma paridade mantém essa paridade.
- O produto de duas funções de mesma paridade é uma função par.
- O produto de duas funções com paridades distintas é uma função ímpar.
- A derivada de uma função par é uma função ímpar.
- A derivada de uma função ímpar é uma função par.